# Como Ama una Mujer
| Críticas profissionais | Críticas profissionais |
| Avaliações da crítica  | Avaliações da crítica  |
| Fonte                  | Avaliação              |
| ---------------------- | ---------------------- |
| Allmusic               | 2 de 5 estrelas.       |
| Slant magazine         | 2 de 5 estrelas.       |
| Billboard              | Positivo               |
| Entertainment Weekly   | C+                     |
| The Boston Globe       | Positivo               |

Como Ama una Mujer é o primeiro álbum de estúdio com todas as músicas na língua espanhola da cantora americana com ascendência porto-riquenha Jennifer Lopez, sendo o quinto no total. O álbum foi produzido principalmente pelos produtores e compositores colombianos Julio Reyes e Estéfano. O álbum recebeu a certificação de ouro pela Associação Fonográfica Portuguesa (AFP).

## Música
Este álbum inclui "Porque Te Marchas", a versão em espanhol da música "(Can't Believe) This Is Me", do álbum Rebirth de Jennifer Lopez. A faixa bônus do álbum é a música, "Quién Será" (Sway), que foi gravado originalmente em 2004 para o filme Dança Comigo?, mas foi substituída pela versão do grupo The Pussycat Dolls.

## Faixas
| Edição padrão  |                      |                                          |                                             |         |  |
| N.º            | Título               | Compositor(es)                           | Produtor(es)                                | Duração |  |
| 1.             | "Qué Hiciste"        | Jimena Romero, Julio Reyes, Marc Anthony | Marc Anthony, Julio Reyes                   | 4:57    |  |
| 2.             | "Me Haces Falta"     | Estéfano, Marc Anthony                   | Thalia Ariadna Sodi, Marc Anthony, Estéfano | 3:37    |  |
| 3.             | "Como Ama una Mujer" | Estéfano, Reyes                          | Marc Anthony, Estéfano                      | 6:01    |  |
| 4.             | "Te Voy a Querer"    | Estéfano, Pilar Quiroga, Jimmy Paredes   | Marc Anthony, Estéfano                      | 4:40    |  |
| 5.             | "Porqué Te Marchas"  | Anthony, Estéfano                        | Marc Anthony, Estéfano                      | 4:33    |  |
| 6.             | "Por Arriesgarnos"   | Estéfano, Reyes                          | Marc Anthony, Estéfano                      | 3:31    |  |
| 7.             | "Tú"                 | Anthony, Estéfano, Reyes                 | Marc Anthony, Estéfano                      | 4:10    |  |
| 8.             | "Amarte Es Todo"     | Estéfano, Reyes                          | Marc Anthony, Estéfano                      | 4:00    |  |
| 9.             | "Apresúrate"         | Anthony, Estéfano, José Luis Pagan       | Marc Anthony, Estéfano                      | 5:02    |  |
| 10.            | "Sola"               | Estéfano, Reyes                          | Marc Anthony, Estéfano                      | 5:19    |  |
| 11.            | "Adiós"              | Estéfano, Reyes                          | Marc Anthony, Estéfano                      | 4:09    |  |
| Duração total: | Duração total:       | Duração total:                           | Duração total:                              | 50:02   |  |

| Faixa bônus |              |                |         |  |
| N.º         | Título       | Compositor(es) | Duração |  |
| 12.         | "Quién Será" | Pablo Beltrán  | 3:51    |  |

## Prêmios e indicações
| American Music Awards         | Artista Latino Favorito                          | Jennifer Lopez     | Venceu   |
| World Music Awards            | Artista Latina Feminina que Mais Vendeu no Mundo | Jennifer Lopez     | Indicado |
| Premio Lo Nuestro             | Novo Artista Pop do Ano                          | Jennifer Lopez     | Venceu   |
| Premios Oye!                  | Pop Espanhol: Solista Feminina                   | Jennifer Lopez     | Indicado |
| Los Premios MTV Latinoamérica | Melhor Artista Pop                               | Jennifer Lopez     | Indicado |
| LOS40 Music Awards            | Melhor Artista                                   | Jennifer Lopez     | Indicado |
| LOS40 Music Awards            | Melhor Canção                                    | Qué Hiciste        | Indicado |
| Premios Odeón                 | Artista Latino Mais Vendido                      | Jennifer Lopez     | Venceu   |
| Premios Odeón                 | Canção Mais Baixada                              | Qué Hiciste        | Indicado |
| Premios Odeón                 | Toque Mais Baixado                               | Qué Hiciste        | Indicado |
| Billboard Latin Music Awards  | Canção Latina Airplay Pop do Ano                 | Qué Hiciste        | Indicado |
| Billboard Latin Music Awards  | Canção Feminina Dance Club do Ano                | Qué Hiciste        | Indicado |
| Billboard Latin Music Awards  | Álbum Latino do Ano                              | Como Ama Una Mujer | Indicado |
| Billboard Latin Music Awards  | Álbum Latino Pop Feminino do Ano                 | Como Ama Una Mujer | Venceu   |

## Desempenho
| Tabelas musicais (2007)                     | Melhor posição |
| ------------------------------------------- | -------------- |
| Áustria - Austria Albums Chart              | 10             |
| Bélgica - Belgium Top 50                    | 30             |
| Canadá - Canada Albums Chart                | 50             |
| Países Baixos - Dutch Albums Chart          | 31             |
| Finlândia - Finland Albums Chart            | 29             |
| França - France Albums Chart                | 11             |
| Alemanha - Germany Albums Chart             | 4              |
| Grécia - Greece International Albums Chart  | 1              |
| Itália - Italy Albums Chart                 | 2              |
| Japão - Japan Albums Chart                  | 60             |
| México - Mexico Albums Chart                | 52             |
| Polónia - Poland Albums Chart               | 9              |
| Portugal - Portugal Albums Chart            | 12             |
| Espanha - Spain Albums Chart                | 2              |
| Suécia - Sweden Albums Chart                | 49             |
| Suíça - Switzerland Albums Chart            | 1              |
| Reino Unido - U.K. Albums Chart             | 131            |
| Estados Unidos - Billboard 200              | 10             |
| Estados Unidos - Billboard Top Latin Albums | 1              |

| Tabelas musicais (2007)          | Melhor posição |
| -------------------------------- | -------------- |
| Grécia - Greek Albums Chart      | 6              |
| Suíça - Swiss Albums Chart       | 16             |
| Alemanha - German Albums Chart   | 68             |
| Hungria - Hungarian Albums Chart | 71             |

| País / Certificadora  | Certificação | Vendas  |
| --------------------- | ------------ | ------- |
| França / SNEP         | —            | 33,400  |
| Alemanha / IFPI       | Ouro         | 100,000 |
| Grécia / IFPI         | Ouro         | 16,000  |
| Hungria / MAHASZ      | Ouro         | 10,000  |
| Itália / FIMI         | Ouro         | 40,000  |
| Rússia / 2M           | 2× Platina   | 40,000  |
| Espanha / PROMUSICAE  | Platina      | 80,000  |
| Suíça / IFPI          | Platina      | 30,000  |
| Venezuela             | Platina      | 10,000  |
| Estados Unidos / RIAA | —            | 300,000 |